# Inglisella etheridgei
Inglisella etheridgei is een slakkensoort uit de familie van de Cancellariidae. De wetenschappelijke naam van de soort is voor het eerst geldig gepubliceerd in 1880 door Johnston.